# Simm' tutt'uno
Simm' tutt'uno è un singolo di Enzo Avitabile, pubblicato il 26 giugno 2020.
Il singolo ha visto la collaborazione del cantautore italiano Jovanotti, del musicista camerunense Manu DiBango e del gruppo Bottari di Portico.

## Descrizione
Simm' tutt'uno nasce nel 2019 durante il Jova Beach Party, nella tappa di Castel Volturno. Nel backstage nacque un'intensa jam session che ha dato vita alla canzone e prende ispirazione dal brano del 2004 Salvamm'o Munno di Enzo Avitabile. Il singolo è disponibile in tre versioni differenti: oltre alla traccia originale ci sono due nuove versioni, una firmata da Ackeejuice Rockers e un Extrafunk version di Leonardo “Fresco” Beccafichi.

## Tracce
Testi e musiche di Vincenzo Avitabile e Lorenzo Cherubini.
1. Simm' tutt'uno (feat. Jovanotti, Manu Dibango e Bottari di Portico - Ackeejuice Rockers Remix) – 3:20
2. Simm' tutt'uno (feat. Jovanotti, Manu Dibango e Bottari di Portico) – 3:08
3. Simm' tutt'uno (feat. Jovanotti, Manu Dibango e Bottari di Portico - Extrafunk  Fresco Remix) – 3:14